# Tony Vairelles
Tony Vairelles (ur. 10 kwietnia 1973 w Nancy) – francuski piłkarz, grający na pozycji napastnika.

## Sukcesy
- 1996 Letnie Igrzyska Olimpijskie (Francja) – udział
- 1998 Mistrzostwo Francji (RC Lens)
- 1999 Puchar Ligi Francuskiej (RC Lens)
- 2003 Mistrzostwo Francji (Olympique Lyon)